# Atomkraft (Band)
Atomkraft ist eine englische New-Wave-of-British-Heavy-Metal-Band aus Newcastle upon Tyne, die im Jahr 1979 unter dem Namen Moral Fibre gegründet wurde, sich 1988 auflöste und im Jahr 2005 wieder zusammenfand.

## Geschichte
Die Band wurde im Sommer 1979 von Bassist und Sänger Tony Dolan und Schlagzeuger Paul Spillett unter dem Namen Moral Fibre, damals als Punk-Projekt gegründet. Nach einigen Besetzungswechseln kam Chris Taylor als fester Gitarrist zur Band. Nachdem Taylor von einer Reise nach Bremen zurückgekehrt war, brachte er für Dolan und Spillet Plaketten mit, die die Aufschrift Atomkraft? Nein danke hatten. Daraufhin änderte die Band ihren Namen in Atomkraft um. Kurz danach verließ Taylor die Band wieder. Dolan und Spillett schrieben kurz danach an neuen Liedern und suchten nach einem neuen Gitarristen, den Dolan in Steve White an der Kunsthochschule fand. Auch Bassist Mark Irvine wurde an der Kunsthochschule rekrutiert; nachdem dieser zur Band gekommen war, stieg Dolan vom Bass zur Rhythmusgitarre um. Es folgten vier Auftritte in dieser Besetzung, ehe Irvine die Band wieder verließ und Dolan wieder zum Bass wechselte. Danach probte die Band in dem Haus eines Freundes. Außerdem folgten nun regelmäßige Auftritte in der näheren Umgebung, und die Band arbeitete an ihrem ersten Demo. Dieses wurde in den Impulse Studios im Jahr 1981 aufgenommen, wobei Keith Nicol als Produzent tätig war, und unter dem Namen Demon herausgebracht. Danach folgten weitere Auftritte zusammen mit Bands wie Warrior. Anfang 1983 begab sich die Band erneut in die Impulse Studios, um das Demo Total Metal aufzunehmen. Nach den Aufnahmen begegnete White bei Neat Records Sam Kress, der ein Magazin namens Whiplash führte; White gab ihm ein Exemplar von Total Metal, und Kress versprach ihm eine Kritik im Whiplash. Gegen Ende des Jahres 1983 musste Steve White die Band aus persönlichen Gründen verlassen. Da Dolan dachte, dass es nun mit der Band vorbei sei, zog er nach Kanada.
Im Jahr 1984 folgte Spillett Dolan nach Kanada. Sie schrieben an neuen Liedern, und Dolan fand eine Band, mit der er auch einige Konzerte gab; er kamen jedoch nach kurzer Zeit zur Erkenntnis, dass er nach England zurückkehren müsste, wenn er Atomkraft fortführen wollte, da dort die Atmosphäre besser und aggressiver sei. Entsprechend kehrte er Ende 1984 dorthin zurück. Er trennte sich von Spillet, da dessen Gitarrenspiel auf dem gleichen Niveau geblieben war und Dolan mehr benötigen würde, um angesichts der Metal-Explosion im Rahmen der NWoBHM mithalten zu können. Als Dolan Neat Records besuchte, um nach einem verfügbaren Schlagzeuger zu fragen, traf er dort Conrad „Cronos“ Lant von Venom, mit dem er seine E-Gitarre gegen einen Bass eintauschte. Dolan schrieb später, die Gitarre sei gut gewesen, der Bass hingegen „ein Stück Scheiße“; Dolan zerstörte diesen Bass später beim Auftritt mit Slayer im Marquee Club. Cronos vermittelte Dolan außerdem den Schlagzeuger Ged Wolf, welcher der Bruder von Venoms Manager war und eine neue Band suchte, seit er Tysondog nach der Fertigstellung ihres Debütalbums verlassen hatte. Die Band benötigte einen Gitarristen; nach mehreren Kandidaten, die ungeeignet waren und deshalb nicht aufgenommen wurden, kam der 16-jährige Gitarrist Rob Mathew zur Band, sodass die Band im Jahr 1985 in dieser Besetzung auf dem Debütalbum Future Warriors vertreten war. Nachdem die Band ungefähr einen Monat lang an Liedern gearbeitet hatte, entstand ein erstes Demo, das in Neat Records’ Tonstudio aufgenommen wurde und unter dem Namen Pour the Metal In erschien. Dave Woods von Neat Records wurde auf die Band aufmerksam, sodass die Gruppe einen Vertrag bei diesem Label erreichte. Danach arbeitete die Band an ihrem Debütalbum Future Warriors. Die Band begab sich für ein paar Wochen ins Studio, um es aufzunehmen, wobei Keith Nichol als Produzent tätig war. Nach der Veröffentlichung des Albums folgte eine Tournee zusammen mit Venom und Exodus. Nach der Tour nahm die Band mit Your Mentor ein weiteres Demo auf. Da Dolan mit der Band aus dem Schatten von Venom treten wollte und Wolf und Mathew sich diesen sogar noch mehr annähern wollten, verließ Dolan die Band. Neat Records veröffentlichte das bisher noch nicht erschienene Demo Your Mentor auf der Powertrax-Kompilation. Ian Swift (Avenger) und Tysondogs Alan Hunter waren hierbei als Sänger vertreten, während D.C. Rage als Bassist zur Band kam. Daraufhin veröffentlichte die Band die EP Queen of Death. Hierfür wurde das Lied Future Warriors neu aufgenommen, wobei Swift den Gesang übernahm. Bei den Liedern Demolition, Funeral Pyre und Mode 3 war noch immer Dolan zu hören. Zudem enthielt die EP mit Queen of Death und Protector zwei neue Lieder. Jedoch war die Band in dieser Besetzung nie live zu sehen. Danach begaben sich Ged Cook und Ian Swift zu Dolan, die ihn fragten, ob er wieder zur Band zurückkehren wolle, wobei Swift den Gesang übernehmen solle und Dolan D.C. Rage am Bass ersetzen solle. Da Dolan schon sechs Lieder geschrieben hatte, er aber kein passendes Label finden konnte, stimmte er zu. Daraufhin begab sich die Band ins Studio, um die EP Conductors of Noize aufzunehmen. Danach folgte eine Tournee zusammen mit Agent Steel und Nuclear Assault. Videoaufnahmen dieser Tournee erschienen unter dem Namen Conductors of Noize. Außerdem spielte die Band auf dem Dynamo Open Air zusammen mit Testament, Destruction und Stryper. Daraufhin benötigte die Band einen zweiten Gitarristen für ihr nächstes Album Atomized, sodass D.C. Rage wieder als Bassist zur Band kam und Dolan die E-Gitarre spielte. Daraufhin folgte eine Europatournee im Jahr 1988 zusammen mit Nasty Savage und Exhumer. Außerdem spielte die Band als erste britische Band hinter dem Eisernen Vorhang. Nach dieser verließ Swift die Band und Dolan wurde gefragt, ob er als Sänger zu Venom kommen wolle, da Cronos die Band verlassen habe. Dolan trat im Jahr 1988 Venom bei, wodurch es zur Auflösung von Atomkraft kam und Atomized nie erschien. Swift hingegen wurde Schlachter, während Rob Mathew als Straßenmusiker tätig war. Im Jahr 2004 erschien eine Best-Of-Kompilation Total Metal: The Neat Anthology über Sanctuary Records. Im Jahr 2005 fand die Band wieder zusammen.

## Stil
Unter dem Namen Moral Fibre spielte die Band Punk; in dieser Zeit sah Dolan Motörhead auf ihrer ersten Tournee und äußerte rückblickend, dies sei alles, was er je von einer Band gewollt habe. Das Debütalbum Future Warriors wurde mit minimalem Gitarrenklang und zu schwerem Gewicht auf dem Schlagzeug abgemischt und schlecht produziert. Es tendierte zwar zum Speed Metal beziehungsweise Thrash Metal, ihr Repertoire war aber nicht auf diesen Stil limitiert; Stücke wie Total Metal und Pour the Metal In tendierten wesentlich stärker zu anderen britischen Bands wie Raven und Tank als späteren amerikanischen Bands wie Metallica oder Slayer, und Starchild und This Planet’s Burning sind in Tempo und Melodien abwechslungsreicher und zeitgenössischen Bands wie Blitzkrieg oder Tysondog näher. Im Slayer-Fanzine wurde die Musik jedoch als „nicht sonderlich gelungene Mischung aus Venom/Tank/Motörhead“ beschrieben. Überhaupt sind die Newcastler anfangs nicht gerade Kritikerlieblinge gewesen. Titel wie Requiem, The Cage und Vision of Belshazzar vom dritten Album hingegen erinnern eher an Bay-Area-Thrash-Metal-Bands wie Exodus und Forbidden als an Raven oder Venom.

## Diskografie
- 1981: Demon (Demo, Eigenveröffentlichung)
- 1981: Atomkraft (Demo, Eigenveröffentlichung)
- 1983: Total Metal (Demo, Eigenveröffentlichung)
- 1985: Future Warriors (Album, Neat Records)
- 1985: Pour the Metal In (Demo, Eigenveröffentlichung)
- 1985: Heat and Pain (Demo, Eigenveröffentlichung)
- 1986: Queen of Death (EP, Neat Records)
- 1987: Conductors of Noize (EP, Neat Records)
- 1987: Conductors of Noize (VHS, Jettisoundz Video)
- 1987: Atomkraft (Kompilation, Tonpress Records)
- 2004: Total Metal: The Neat Anthology (Kompilation, Sanctuary Records)
- 2011: Cold Sweat (EP, W.A.R. Productions)